# Jonction triple de Tongareva

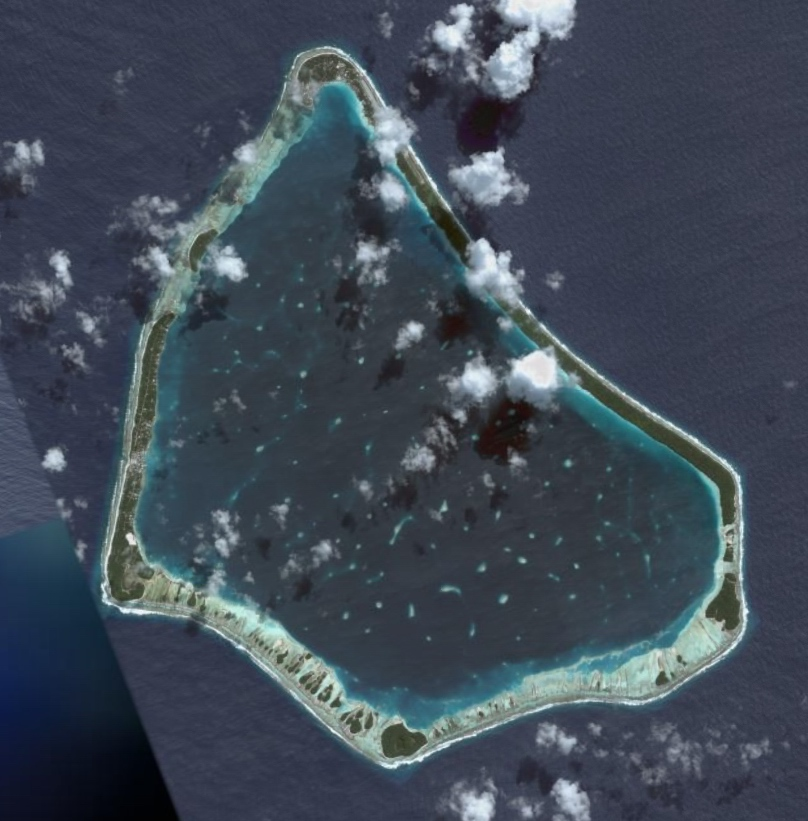
Vue aérienne de l'atoll de Manihiki

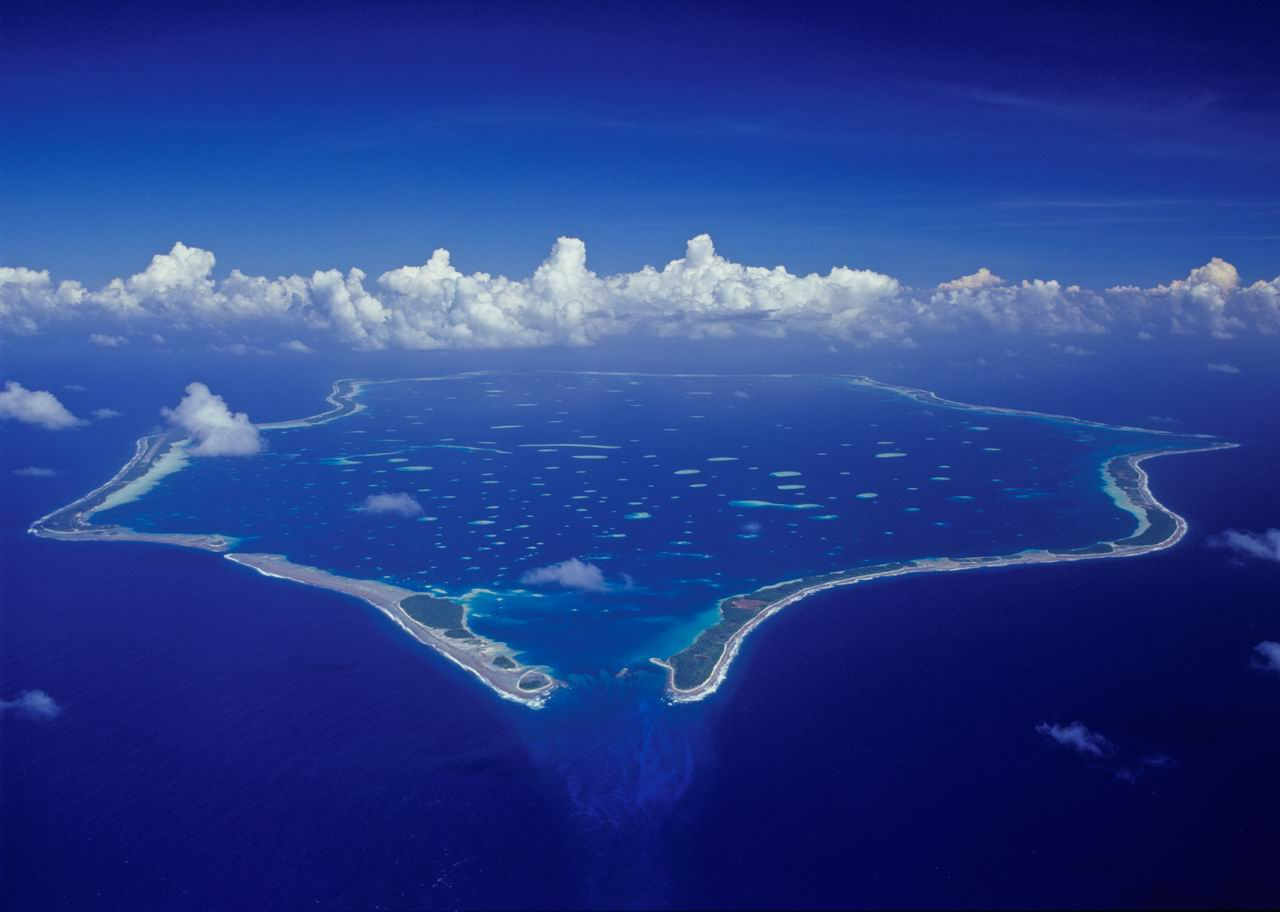
Vue aérienne de l'atoll de Penrhyn

La jonction triple de Tongareva, également appelée jonction triple Pacifique-Farallon-Phoenix, est une jonction triple située au sud-ouest de l'océan Pacifique, près de l'atoll de Tongareva. Elle est formée par les plaques Pacifique, Farallon et Phœnix, au point de rencontre entre trois dorsales océaniques.
Il est généralement admis par les géologues que la jonction triple Pacifique-Farallon-Phoenix s’est formée à la suite de la rencontre des plaques Pacifique, Farallon et Phoenix au début du Crétacé, près de la fosse de Nova-Canton. Entre 125 à 120 Ma, un épisode volcanique a créé un plateau océanique à l'est de Samoa, le plateau de Manihiki. Vers 119 Ma, la jonction triple Pacifique-Farallon-Phoenix s'est déplacée au niveau du plateau de Manihiki récemment formé et a donné naissance à la jonction triple de Tongareva.